# Résumé
Un resumen curricular, résumé (del francés résumé: resumen) o resume es un documento utilizado y creado por una persona para presentar sus antecedentes, habilidades y logros. Los resúmenes curriculares se pueden usar por una variedad de razones, pero la mayoría de las veces se usan para asegurar un nuevo empleo. El résumé es más corto que un curriculum vitae, que normalmente es más largo y detallado.
Un resumen curricular típico contiene un resumen de experiencia laboral relevante y educación. El résumé suele ser uno de los primeros elementos, junto con una carta de presentación y, a veces, una solicitud de empleo, que un posible empleador ve con respecto a la persona que busca trabajo y generalmente se utiliza para evaluar a los solicitantes, a menudo seguido de una entrevista de trabajo.
En países del sur de Asia, como India, Pakistán y Bangladés, el término biodata a menudo se usa en lugar de resumen curricular.